# Гивергис Мар Иваниос

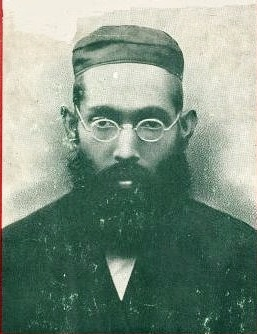
Фотография 1908 года

Гивергис Мар Иваниос, имя в миру — Иваниос Гивергис Томас Паникервитис (Паникервитил) (англ. Geevarghese Mar Ivanios, Ivanios Givergis Thomas Panikervitis, малаял. അബൂന്‍ ഗീവര്ഘെസേ മോര്‍ ഇവനിഒസ്,8 сентября 1882 или 1882, Траванкор, Британская Индия — 15 июля 1953, Тривандрам, Траванкор-Кочин) — первый архиепископ Сиро-маланкарской католической церкви, первый епископ Тривандрума с 11 июля 1931 года по 15 июля 1953 года. Основатель монашеской конгрегации Подражания Христу и его женской ветви под названием «Сёстры подражания Христу».

## Биография

### Яковит
Родился 21 сентября (по старому стилю — 8 сентября) 1882 года в семье христиан апостола Фомы Томаса Паникера и его жена Аннаммы, при рождении получил имя Гивергис Паникер. Его родители принадлежали к Маланкарской сирийской православной церкви, чьи последователи также часто назывались яковитами.
С 15 лет посещал яковитскую семинарию в Коттаяме. 20 апреля 1898 года он поехал в Ченнаи для завершения образования в местном христианском колледже. Там в 1907 году он получил степень магистра истории и экономики. 9 января 1900 года был рукоположен в сан дьякона Пуликкоттилем Дионисием. После завершения обучения он был направлен в семинарию Коттаяма в качестве её директора. Вскоре он стал известен как «магистр-священник», так как стал первым священником сиро-маланкарской церкви, получившим степень магистра.
В 1913—1919 года преподавал историю, политологию и экономику в университете Серампоре, расположенном в округе Хугли. Но вскоре он бросил преподавательскую деятельность и вернулся к себе на родину в Кералу, где 19 января 1919 года основал новый монашесткий орден Подражания Христу (Imitation of Christ) и первый монастырь ордена Вифанийский ашрам. Был впечатлен и вдохновлён индийской культурой и аскетической практикой саньясин. Через несколько лет в 1925 году у ордена появилось женское ответвление под названием «Вифанийские сёстры».
1 мая 1925 мая был посвящён в сан епископа и стал яковитския архиереем Вифании. При рукоположении он взял себе имя Мар Иваниос. 13 января 1929 года был возведён в сан митрополита.

### Католический архиепископ
В тот момент в маланкарской сирийской православной церкви царили споры, кроме того царило стремление вернуться в состояние до 1653 года, когда произошло объединение с Римом.
Гивергис Мар Иваниос был дружен с Алоизом Бенцигером, епископом Квилона, знатоком восточного обряда. Через него Мар Иваниос начал вести переговоры с Римом о заключении унии. В результате этих переговоров 20 сентября 1930 года митрополия и его епископ-суффраган Иаков Мар Феофил присоединились к Риму на условии полного сохранения западно-сирийской литургии и всех духовных должностей.
11 июня 1932 года папа Пий IX учредил епархию Тривандрума и назначил Гивергиса Мар Иваниоса её епископом, а также главой всех сиро-маланкарских католиков. В этом же году Мар Иваниос получил паллий в Риме, а также посетил 32-й международный Евхаристический конгресс, где встретился с Гилбертом Честертоном, назвавшем его кардиналом Ньюменом Индии.
В 1947 году епископ посетил Австрилию и Канаду.
В 1949 году основал в Тируванантапураме агрикультурный колледж, позднее названный в его честь Колледжом им. Мара Иваниоса.
В 1953 Гивергис Мар Иваниос умер в возрасте 70 лет и был захоронен в крипте кафедрального собора Пресвятой Девы Марии в Тируванантапураме.

### Беатификация
Мар Иваниос считается в Сиро-маланкарской католической церкви благочестивым человеком. Будучи основателем монашеского ордена и поместной католической восточной церкви он высоко почитается среди верующих этой церкви. Его могила стало местом паломничества. Вскоре после его смерти начался процесс беатификации. 14 июля 2007 года Мар Баселиос торжественно провозгласил причисление Мара Иваниоса к числу слуг божий. Причисление к лику Слуги Божьего было провозглашено в 54 годовщину смерти архиепископа в Кафедральном соборе в Тируванантапураме.
23 июня 2014 года были эксгумированы останки Мара Иваониса для последующего их исследования. Подобное изучение является частью процесса беатификации и канонизации. Экспертизу проводила комиссия из 21 человека, состоящая из теологов и медиков. Экзаменационный процесс, начавшийся утром, проходил по правилам, изложенными Ватиканом. После исследования останки были размещены в кафедральном соборе Пресвятой Девы Марии и были доступны для поклонения прихожанам. Вечером после службы останки были возвращены обратно в могилу.